# Héribert Rosweyde
Héribert Rosweyde, né le 2 janvier 1569 à Utrecht, aux Pays-Bas, et mort le 5 octobre 1629 à Anvers, en Belgique, est un prêtre jésuite belge et hagiographe qui inspira Jean Bolland à lancer la grande œuvre des bollandistes.

## Formation et premières années
De famille catholique, Héribert Rosweyde fut témoin dans sa jeunesse des transformations radicales qui eurent lieu dans sa ville natale et de l’effondrement du catholicisme dans les provinces du nord des Pays-Bas. Lui-même étudia dans les Pays-Bas méridionaux, dans le collège jésuite d'Anchin, à Douai, avant d'entrer dans la Compagnie de Jésus en 1588. De retour à l'université de Douai pour y enseigner la philosophie (1590-1595) il passait ses heures de loisir à visiter les bibliothèques des monastères des environs pour y chercher manuscrits et documents anciens sur l’histoire et la vie des saints en particulier. Ces documents anciens lui paraissaient plus intéressants que les livres, où dominait le merveilleux, qui circulaient alors sur le marché. Ainsi se développa son désir de revenir aux textes plus anciens de « Vie de saint » et de les publier.

## Plan de recherche
Après son ordination sacerdotale (1599) Rosweyde fut envoyé enseigner au collège d'Anvers. Il y rencontre, en 1603 Olivier Mannaerts, envoyé par le Supérieur Général, Claude Acquaviva, pour y encourager de nouvelles initiatives apostoliques. Rosweyde lui soumet son plan de publication de textes anciens. Mannaerts l’approuve. Sans avoir cependant été déchargé de ses autres responsabilités, Rosweyde poursuit son projet et publie en 1607 (aux presses de Plantin, à Anvers) un livre donnant un plan détaillé de ce qu'il compte faire: Fasti sanctorum quorum vitae in belgicis bibliothecis manuscriptae. une liste alphabétique complète (50 pages) des saints dont il a catalogué des « Vies » dans diverses bibliothèques. Ils seront présentés selon les dates du calendrier liturgique. Dans une préface de 14 pages il indique avec grande précision comment il compte progresser, plan de travail, approche critique, etc. Il prévoit 18 volumes en tout.

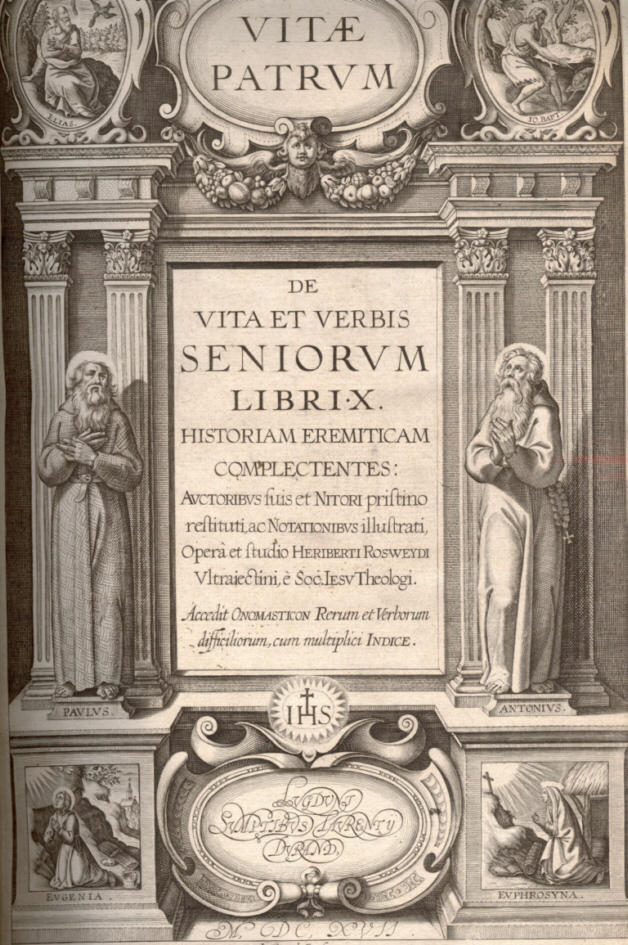
Page de garde du livre Vitae Patrum (1615)

## Réactions
Le cardinal Robert Bellarmin auquel Rosweyde soumit son projet fut courtois mais clair: cette œuvre gigantesque était démesurée. Il était impensable qu’un homme puisse y arriver à bout.
D'autres étaient plus encourageants. Les monastères lui ouvrirent leurs bibliothèques. Il reçut en don ou en prêt nombre de documents et manuscrits surtout lorsque l’abbé du monastère bénédictin de Liessies (Nord) lui donna des lettres de recommandations. L'aide financière suivit également.
En fait l'idée de Rosweyde répondait bien à la nouvelle curiosité intellectuelle de la Renaissance, plus critique par ailleurs que l'époque précédente. Rosweyde assembla un grand nombre de documents mais, jamais vraiment libéré d'autres tâches apostoliques, il n’alla pas plus loin. À sa mort, en 1629, rien n’avait encore été publié...

## Après sa mort
Son œuvre de pionnier ne fut pas vaine cependant. Un autre jésuite, Jean Bolland, qui fut chargé de mettre de l’ordre dans les papiers, documents et livres laissés par Rosweyde comprit la valeur du travail déjà accompli et reprit à son compte, en l'amplifiant encore davantage, l'idée et le projet de Rosweyde. Le premier volume des Acta Sanctorum (mois de janvier) parut en 1643. Le bollandisme était né.

## Écrits
- Fasti sanctorum quorum vitae in belgicis bibliothecis manuscriptae, Anvers, 1607.
- Martyrologium Romanum...accedit vetus Romanum Rartyrologium...una cum martyrologia Adonis..., Anvers, 1613.
- Vitae Patrum...., Anvers, 1615.